# Stefan Posch
Stefan Posch (Judenburg, 14 de mayo de 1997) es un futbolista austriaco que juega de defensa en el Atalanta B. C. de la Serie A.

## Trayectoria
Formado en la cantera del FC Admira Wacker, en 2016 ficha por el filial del TSG 1899 Hoffenheim debutando con el primer equipo el 28 de septiembre de 2017 en la derrota por 2-1 frente al PFC Ludogorets Razgrad en un partido de la Liga Europa de la UEFA 2017-18.

## Selección nacional
Fue internacional con la selección de fútbol de Austria sub-16, sub-17, sub-18, sub-19 y sub-21, y desde 2019 es internacional con la absoluta.

### Participaciones en Eurocopas
| Copa          | Sede     | Resultado        | Partidos | Goles |
| ------------- | -------- | ---------------- | -------- | ----- |
| Eurocopa 2020 | Europa   | Octavos de final | 0        | 0     |
| Eurocopa 2024 | Alemania | Octavos de final | 4        | 0     |

## Estadísticas

### Clubes
Actualizado al último partido disputado el 5 de noviembre de 2024.
| Club                              | Div.          | Temporada     | Liga  | Liga  | Copas nacionales | Copas nacionales | Copas internacionales | Copas internacionales | Total | Total |
| Club                              | Div.          | Temporada     | Part. | Goles | Part.            | Goles            | Part.                 | Goles                 | Part. | Goles |
| --------------------------------- | ------------- | ------------- | ----- | ----- | ---------------- | ---------------- | --------------------- | --------------------- | ----- | ----- |
| F. C. Admira Wacker II · Austria  | 3.ª           | 2013-14       | 6     | 0     | —                | —                | —                     | —                     | 6     | 0     |
| F. C. Admira Wacker II · Austria  | 3.ª           | 2014-15       | 22    | 4     | —                | —                | —                     | —                     | 22    | 4     |
| F. C. Admira Wacker II · Austria  | Total club    | Total club    | 28    | 4     | 0                | 0                | 0                     | 0                     | 28    | 4     |
| TSG 1899 Hoffenheim II · Alemania | 4.ª           | 2016-17       | 30    | 1     | —                | —                | —                     | —                     | 30    | 1     |
| TSG 1899 Hoffenheim II · Alemania | 4.ª           | 2017-18       | 4     | 0     | —                | —                | —                     | —                     | 4     | 0     |
| TSG 1899 Hoffenheim II · Alemania | 4.ª           | 2018-19       | 4     | 2     | —                | —                | —                     | —                     | 4     | 2     |
| TSG 1899 Hoffenheim II · Alemania | Total club    | Total club    | 38    | 3     | 0                | 0                | 0                     | 0                     | 38    | 3     |
| TSG 1899 Hoffenheim · Alemania    | 1.ª           | 2017-18       | 9     | 0     | 0                | 0                | 4                     | 0                     | 13    | 0     |
| TSG 1899 Hoffenheim · Alemania    | 1.ª           | 2018-19       | 17    | 0     | 1                | 0                | 2                     | 0                     | 20    | 0     |
| TSG 1899 Hoffenheim · Alemania    | 1.ª           | 2019-20       | 28    | 0     | 2                | 0                | —                     | —                     | 30    | 0     |
| TSG 1899 Hoffenheim · Alemania    | 1.ª           | 2020-21       | 26    | 0     | 1                | 0                | 3                     | 0                     | 30    | 0     |
| TSG 1899 Hoffenheim · Alemania    | 1.ª           | 2021-22       | 28    | 2     | 3                | 0                | —                     | —                     | 31    | 2     |
| TSG 1899 Hoffenheim · Alemania    | 1.ª           | 2022-23       | 1     | 0     | 1                | 0                | —                     | —                     | 2     | 0     |
| TSG 1899 Hoffenheim · Alemania    | Total club    | Total club    | 109   | 2     | 8                | 0                | 9                     | 0                     | 126   | 2     |
| Bologna F. C. 1909 · Italia       | 1.ª           | 2022-23       | 30    | 6     | 1                | 0                | —                     | —                     | 31    | 6     |
| Bologna F. C. 1909 · Italia       | 1.ª           | 2023-24       | 31    | 1     | 3                | 0                | —                     | —                     | 34    | 1     |
| Bologna F. C. 1909 · Italia       | 1.ª           | 2024-25       | 9     | 0     | 0                | 0                | 4                     | 0                     | 13    | 0     |
| Bologna F. C. 1909 · Italia       | Total club    | Total club    | 70    | 7     | 4                | 0                | 4                     | 0                     | 78    | 7     |
| Total carrera                     | Total carrera | Total carrera | 245   | 16    | 12               | 0                | 13                    | 0                     | 270   | 16    |